# Kordit

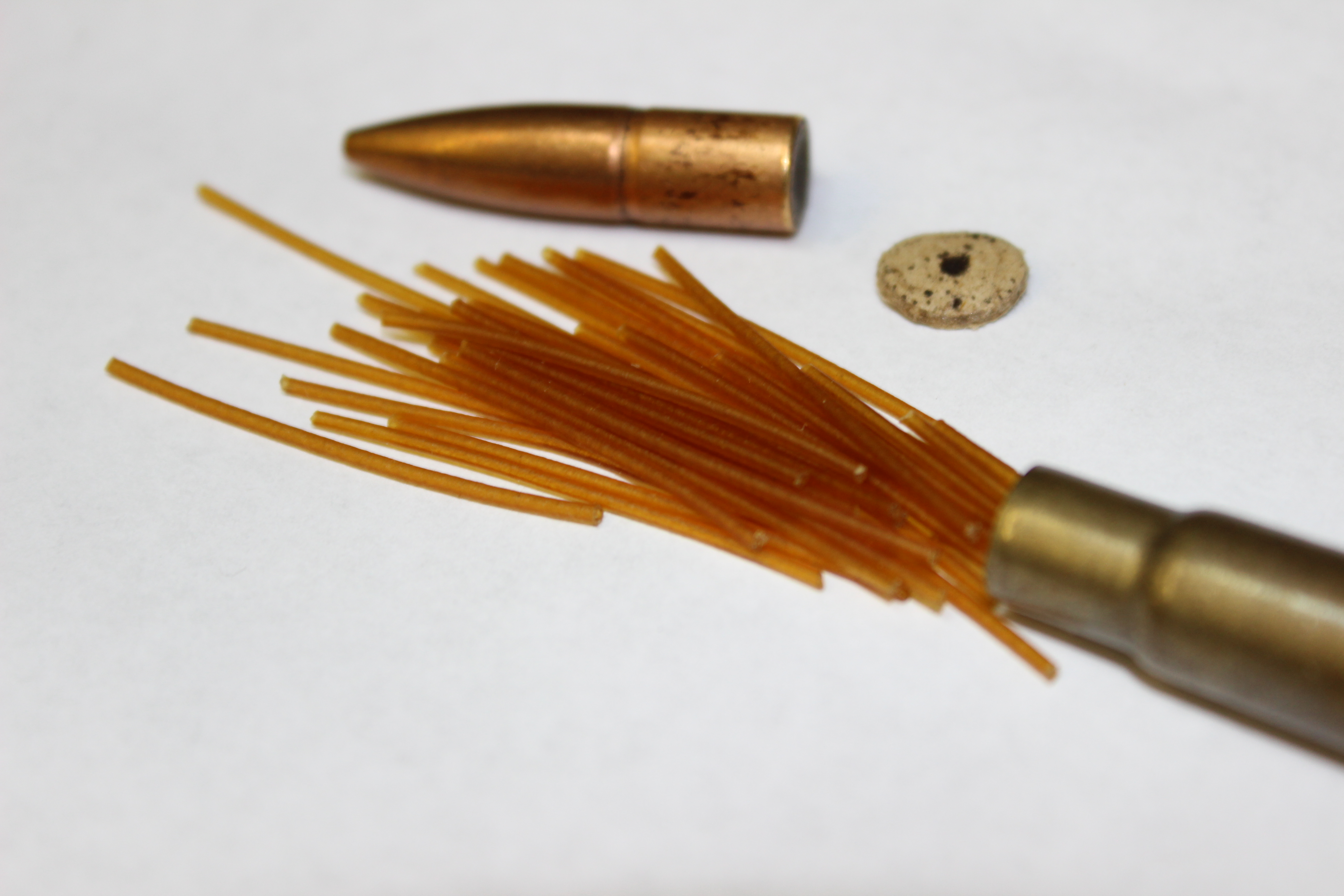
Korditschnüre in einer Patrone

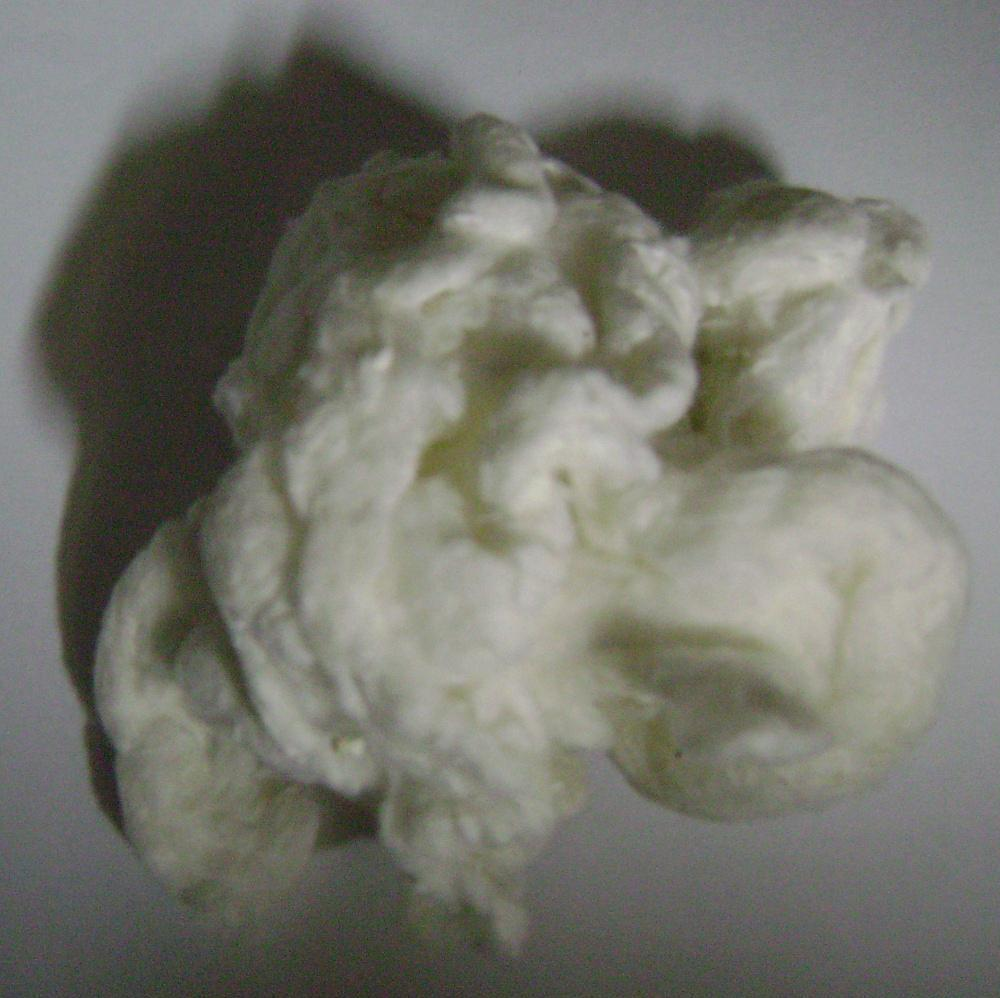
Schießbaumwolle

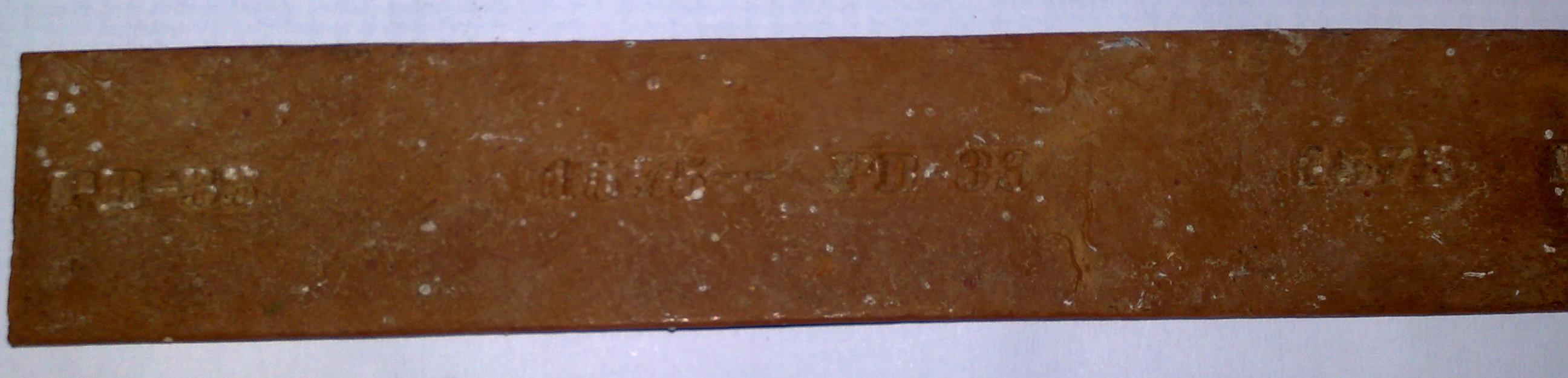
Kordit in Rechteckform

Kordit, auch Cordit, ist ein Explosivstoff, zu dessen Herstellung Cellulosenitrat (‚Nitrozellulose‘, ‚Schießbaumwolle‘) mit Nitroglycerin (Glyceroltrinitrat) und Vaseline unter Zusatz von Aceton geliert, dann durch eine Presse zu Schnüren (engl. cords) gepresst und anschließend wieder getrocknet wird. Es zählt zu den zweibasigen rauchschwachen Schießpulvern.

## Eigenschaften
Kordit bestand ursprünglich aus 58 % Glyceroltrinitrat, 37 % Cellulosenitrat und 5 % Vaseline, wurde aber Anfang des 20. Jahrhunderts aufgrund der Beschädigung der Gewehrläufe durch die hohe Verbrennungstemperatur modifiziert, so dass es 30 % Glyceroltrinitrat, 65 % Cellulosenitrat und 5 % Vaseline enthielt.
Kordit ist zur explosiven Verbrennung fähig. Es entwickelt im Gegensatz zu Schwarzpulver keinen bzw. kaum Rauch, dafür aber bis zu sechsmal so viel Druck. Kordit wurde daher häufig als Treibmittel in Gewehrpatronen verwendet, so z. B. in der Gewehrpatrone .303 British.

## Geschichte
Kordit wurde von James Dewar entwickelt, dessen Patent wurde aber heftig von Alfred Nobel angefochten. Das rührte daher, dass Nobel zusammen mit Dewar und Abel das dem Kordit ähnliche Ballistit erfunden hatte. Dewar und Abel modifizierten die Zusammensetzung und verletzten so das Vertrauen Nobels. Alfred Nobel verlor den Patentstreit in allen Instanzen, da er die Nitrocellulose zu ungenau beschrieben hatte.
Im Ersten Weltkrieg wurde Kordit von verschiedenen Seemächten als Treibladung für Schiffsgranaten eingesetzt. Doch erwies sich die Substanz letztlich als zu risikobehaftet: Verschiedene Schlachtschiffe jener Zeit explodierten ohne Feindeinwirkung, weil durch Brand oder Stoß das eingelagerte Kordit hochging, etwa auf der HMS Audacious, der HMS Vanguard oder dem japanischen Schlachtschiff Kawachi.
Kordit hat sich einen festen Platz im Wortschatz der Kriminalliteratur erobert. Häufig begegnet man in Filmen oder Büchern der Floskel „es roch nach Kordit“, obwohl es ungefähr seit dem Ende des Zweiten Weltkrieges nicht mehr benutzt und hergestellt wird.
Kordit wurde in der Atombombe Little Boy als Treibladung verwendet, um die Uranringe aus angereichertem Uran 235 in einem 6,5-Zoll-Geschützrohr über kleinere Uranringe zu schießen und so eine kritische Masse aus den beiden Uranhälften herzustellen, die zur nuklearen Kettenreaktion führte.